# Rio Baldovin
O Rio Baldovin é um rio da Romênia afluente do rio Crişul Alb, localizado no distrito de Hunedoara.